# Bujakovo zastávka
Bujakovo zastávka – przystanek kolejowy znajdujący się w mieście Brezno w kraju bańskobystrzyckim na linii kolejowej 172 Banská Bystrica – Červená Skala na Słowacji.